# Alexéi Stepánov
Alexéi Serguéyevich Stepánov –en ruso, Алексей Сергеевич Степанов– (Volgogrado, URSS, 13 de octubre de 1978) es un deportista ruso que compitió en boxeo. Ganó una medalla de plata en el Campeonato Mundial de Boxeo Aficionado de 1999, en el peso ligero.

## Palmarés internacional
| Campeonato Mundial | Campeonato Mundial       | Campeonato Mundial | Campeonato Mundial |
| Año                | Lugar                    | Medalla            | Categoría          |
| ------------------ | ------------------------ | ------------------ | ------------------ |
| 1999               | Houston (Estados Unidos) | Medalla de plata   | 60 kg              |